# Enterprise service bus

ESB

Enterprise service bus, ESB, är en nätverksarkitektur som kombinerar meddelandehantering, transformering, säkerhet och transaktioner för att skapa en applikationsmässig infrastruktur byggd på Web Services. SOA-arkitekturen stöds genom att ESB implementerar SOAP, WSDL och eventuellt UDDI.
De viktigaste funktionerna för en ESB är:
Meddelandetransformering – Transformering av data från proprietära dataformat till ett gemensamt XML-baserat format som kan förstås av båda sändande och mottagande applikationer.
Innehållsbaserad dirigering – Bestämning av ett meddelandes destination baserat på dess innehåll, vilket befriar den sändande applikationen från att känna till alla tänkbara mottagare.
Publicering och prenumeration – En händelsedriven modell som bygger på att en händelse som inträffar i en viss applikation får en annan händelse att inträffa i en annan applikation.
Säkerhet – Ett ramverk för att möjliggöra säkra överföringar av meddelanden mellan applikationer i ett distribuerat system.
Transaktioner – Möjlighet till att utföra transaktioner som är både asynkrona och synkrona.

## Exempel på ESB-plattformar
- ECxgate [Client Computing]
- WSO2 Enterprise Integrator [1]